# Argiolestes australis
Argiolestes australis – gatunek ważki z rodziny Megapodagrionidae.